# Protopopiwka (Oleksandrija)
Protopopiwka (ukrainisch Протопопівка; russisch Протопоповка Protopopowka) ist ein Dorf im Osten der ukrainischen Oblast Kirowohrad mit etwa 2000 Einwohnern (2022).

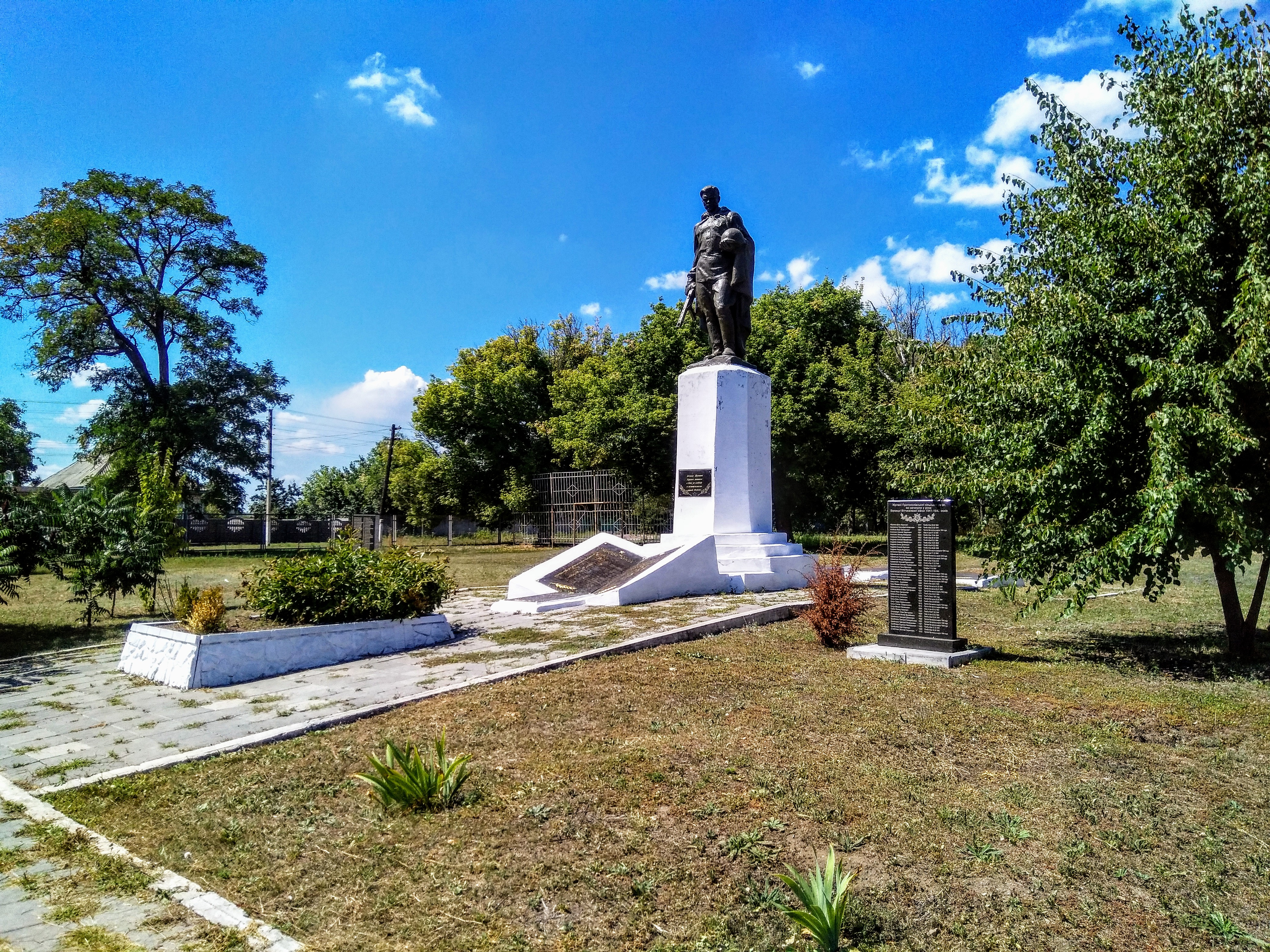
Denkmal im Ort

## Geografie
Protopopiwka liegt am Ufer des Dnepr-Inhulez-Kanals kurz vor dessen Einmündung in den Inhulez und grenzt an den Norden der Siedlung städtischen Typs Pryjutiwka.
Das Dorf befindet sich an der Territorialstraße T–12–15 12 km nördlich vom Rajonzentrum Oleksandrija und 88 km nordöstlich vom Oblastzentrum Kropywnyzkyj.
Am 12. Juni 2020 wurde das Dorf ein Teil der neugegründeten Siedlungsgemeinde Pryjutiwka, bis dahin bildete es zusammen mit den Dörfern Beresiwka (ukrainisch Березівка), Dibrowy (ukrainisch Діброви) und Jahidne (ukrainisch Ягідне) die gleichnamige Landratsgemeinde Protopopiwka (Протопопівська сільська рада/Protopopiwska silska rada) im Norden des Rajons Oleksandrija.
Bis zum 27. Dezember 2013 gehörten die zu diesem Datum aufgelösten Dörfer Petriwske (ukrainisch Петрівське) und Fedoriwka (ukrainisch Федорівка) ebenfalls zur Landratsgemeinde.

## Geschichte
Das in den 1740er Jahren von Saporoger Kosaken gegründete Dorf gehörte später zum Gebiet des Nowosloboda-Kosaken-Regimentes in der  Provinz Neuserbien. Zwischen 1787 und 1803 war es ein staatliches Dorf im Gouvernement Jekaterinoslaw innerhalb des Russischen Kaiserreichs, bevor es 1806 zum Gouvernement Cherson kam. 1821 wurde es bis 1857 eine Militärsiedlung. 1859 hatte das Dorf 178 Haushalte mit 1072, hauptsächlich in der Landwirtschaft tätigen Einwohnern und 86 im Handwerk und Handel tätigen Bewohnern. Im Zuge des Baus der Eisenbahnlinie Krementschuk-Jelisawetgrad wurde 1869 ein Bahnhof am Ortsrand erbaut.